# Sultanat de Pasai
1267–1521
Entités suivantes :
- Sultanat d'Aceh
- Portugal

Le sultanat de Pasai, au nord-ouet de l'île indonésienne de Sumatra, est le plus ancien royaume musulman du monde insulindien. Fondé à la fin du xiiie siècle, il disparaîtra en 1523, conquis par le royaume d'Aceh. Il était contemporain de l'empire hindou-bouddhique de Majapahit dans l'est de Java.
Samudra ou Samudera, sa capitale, était située à l'embouchure du fleuve Pasai qui se jette dans la partie orientale de la baie de Lhokseumawe, dans l'actuelle province d'Aceh. Le nom même de l'île, "Sumatra", est dit venir de "Samudra".

## Histoire
Il reste peu de vestiges de ce royaume, sinon quelque 160 tombes. La plus remarquable est celle d'une princesse, dont une stèle est rédigée en malais et en devanagari, tandis qu'une autre est rédigée en arabe,. Grâce aux inscriptions des tombeaux, 32 souverains de Pasai ont pu être identifiés pour les quelque 250 ans qu'a duré le sultanat. Son histoire politique est caractérisée par une grande instabilité et l'on dispose de peu de sources écrites, sinon le romanesque Hikayat Raja Pasai ou Histoire des rois de Pasai, écrit en malais vers la fin du XIVe siècle.
L'importance de Pasai tient à son rôle dans le commerce international. Sumatra était riche en or (le Ramayana parle de "Suvarnadvipa", "l'île de l'or", qu'on croit être Sumatra) et en produits de la forêt très recherchés comme le camphre et le benjoin.
En outre Pasai est devenu un centre de diffusion de l'islam à travers l'archipel indonésien et la péninsule Malaise à partir du xive siècle. Dès le Xe siècle la présence de marchands et de petites communautés musulmanes dans la cité-état de Sriwijaya (actuelle Palembang), au sud de Sumatra, est attestée par les textes arabes et chinois. Mais Sriwijaya, qui contrôlait le détroit de Malacca, n'est plus au XIIIe siècle que l'ombre d'elle-même ; le sud du détroit était infesté de pirates, les commerçants indiens et persans préféraient jeter l'ancre dans les ports du nord de Sumatra. 
Le premier souverain de Samudra converti à l'islam est Malikussaleh, dont la tombe datée de 1297 (H. 696) est le lieu aujourd'hui d'un important monument. Marco Polo, qui a passé cinq mois en 1292-1293 dans l'actuel district de Samudera, confirme la conversion à l'islam du roi de Peureulak dont Malikussaleh avait épousé une fille, mais décrit Samudra (Samara) comme sans loi, où il faut se fortifier « par crainte de ces hommes bestiaux qui mangent les gens ». Il précise que ces rois « se disent pour le Grand Khan », tandis que les annales chinoises confirment l'envoi d'ambassadeurs de Sou-mou-tou-la porteurs de présents en 1282 et 1286.
Au début du XIVe siècle, les visées expansionnistes du royaume thaï d'Ayutthaya l'amènent à attaquer Pasai. La Hikayat raconte que le roi de Pasai est emmené en captivité à Ayutthaya. Vers 1340 Javanais attaquent également Pasai, l'occupent quelque temps, et le roi de Pasai doit s'enfuir avec les insignes du pouvoir royal.
En 1346, le voyageur maghrébin Ibn Battûta aborde Samudra, loue le sultan qui « affectionne les légistes [musulmans ... et] fait souvent la guerre, surtout aux infidèles ». Il décrit ainsi son arrivée : « Les habitants de l’île, montés sur de petites embarcations, vinrent nous trouver. Ils portaient des noix de coco, des bananes, des mangues et des poissons. C’est leur habitude d’en faire cadeau aux marchands, et chacun de ceux-ci les récompense suivant ses moyens. »
Le Nagarakertagama, un poème épique écrit en 1365 dans le royaume javanais de Majapahit, mentionne Pasai parmi les quelque cent "contrées tributaires" du royaume. Le territoire contrôlé par Majapahit s'étendait sur une partie de l'est et du centre de Java, les contrées tributaires étant des comptoirs formant un réseau commercial où Majapahit envoyait des agents pour s'assurer qu'ils ne pratiquaient pas un commerce échappant à son contrôle.
L'amiral musulman chinois Zheng He, au cours d'une des 7 expéditions qu'il mène de 1405 à 1433 vers l'Inde et le Moyen-Orient, intervient dans les affaires de Pasai en prenant le parti d'un des princes dans une querelle de succession : il capture son rival, Iskandar, l'amène en Chine où il est jugé et exécuté. Durant cette période, la Chine jouera un rôle de régulation dans la région.
Tomé Pires, qui réside à Malacca, prise en 1511 par les Portugais, consacre quatre pages au royaume de Paçee, qu'il décrit comme prospère, riche, peuplé principalement de Bengali, avec dans sa capitale Çamotora des marchands étrangers venus de partout, et surpassant tant les autres royaumes qu'il a donné son nom à toute l'île de Sumatra ; Pires ne fait remonter son islamisation qu'à environ 1350.
Pasai était au carrefour de trois routes maritimes : celle des "pays sous le vent" qui reliait Malaka à Pégou et au Bengale ; celle de la Chine où s'engageaient les jonques de poivre en transitant par Malaka ; celle de la Mer Rouge, qui traversait l'Océan à travers les atolls des Maldives ou remontait par Ceylan, les échelles du Kerala et celles du Gujarat. Les Bengalis y envoyaient quatre ou cinq vaisseaux chaque année; les Pégouans y troquaient le riz contre le poivre et négociaient aussi les rubis et le musc de l'Arakan; des jonques de riz venaient de Java; celles de Malaka apportaient les soieries et les porcelaines de Chine; les Gujaratis enfin, procuraient le cuivre et le mercure d'Occident, l'eau de rose et les cuirs ouvragés du monde arabe, les esclaves et les bonites des Maldives, et les cotonnades exportées depuis Diu et Cambaye. Pasai commerçait aussi avec Tenasserim, Calicut, Nagor, Fansur; outre une importante colonie de résidents bengalis, s'y rencontraient des Turcs, des Arabes, des Persans, des Tamouls et des Malais, souvent au service des hommes d'affaires du Gujarat.
Le Sultanat de Malacca, fondé vers 1400 au sud-ouest de la côte occidentale de la péninsule malaise, rival de Pasai comme centre économique et commercial dans le détroit de Malacca, le devient davantage après la conquête de Malacca par les Portugais d'Albuquerque en 1511 ; vers 1520 les Portugais attaquent Pasai, tuent son sultan, qu'ils remplacent par un adolescent de la famille royale. 
L'importance de Pasai diminue encore ensuite avec la concurrence et les attaques du sultanat de Johor, des Hollandais et de deux autres principautés de la côte nord-est de Sumatra, Aru et Pidie. Affaibli, Pasai est finalement conquis par une nouvelle puissance régionale : Aceh.